# Gustav Friedrich Focking
Gustav Friedrich Focking (ur. 19 września 1798 w Gdańsku, zm. 14 stycznia 1862 w Gdańsku) – gdański kupiec, armator i rajca miejski, holenderski urzędnik konsularny.

## Życiorys
Był właścicielem firmy handlowo-armatorskiej G.F. Focking (1822-1928) przy Heilige-Geist-Gasse 957, ob. ul. św. Ducha 73 (1831–1854), współwłaścicielem Danziger Privat-Actien-Banku. Pełnił funkcję wicekonsula/konsula Holandii w Gdańsku (1845-1862).
Po jego śmierci właścicielem firmy G.F. Focking oraz konsulem został jego zięć Hermann Theodor Brinckmann.